# Castione della Presolana
Castione della Presolana – miejscowość i gmina we Włoszech, w regionie Lombardia, w prowincji Bergamo.
Według danych na styczeń 2009 gminę zamieszkiwały 3482 osoby przy gęstości zaludnienia 81,9 os./km².